# Aleksandar Andrija Pejović
Aleksandar Andrija Pejović (Kotor, 26. jun 1974) bivši je crnogorski ministar evropskih poslova. Obavljao je funkciju nacionalnog koordinatora za pretpristupne fondove podrške Evropske unije Crnoj Gori.

## Obrazovanje i karijera
Magistarske studije iz međunarodnih odnosa — evropskih i studija Jugoistočne Evrope završio je na Fakultetu državne uprave i političkih nauka na Nacionalnom univerzitetu Grčke u Atini. Prije toga, osnovnu i srednju školu je završio u Herceg-Novom, a fakultet engleskog jezika i književnosti u Novom Sadu. U periodu od 1996. do 2000. radio je u Gimnaziji u Herceg-Novom kao profesor engleskog jezika.

## Diplomatska karijera
Od marta 2010. pokrivao je dužnost ambasadora – šefa Misije Crne Gore pri EU, kao i (od oktobra 2010) dužnost stalnog predstavnika – ambasadora Crne Gore pri Organizaciji za zabranu hemijskog oružja u Hagu. Za vrijeme svog mandata u Briselu učestvovao je u svim najvažnijim dešavanjima vezanim za evropski put Crne Gore, od predaje odgovora na Upitnik EK, preko dodjeljivanja statusa kandidata do najnovije odluke o otpočinjanju pregovora. Njegov rad se ogledao kako u odnosima, komunikacijom i susretima koje imamo s Evropskom komisijom, Evropskim parlamentom i Savjetom EU, tako i s predstavništvima država članica, ali i zemalja regiona i ostalim pripadnicima diplomatskog kora u Briselu.
Prije odlaska na dužnost ambasadora pri EU, bio je direktor Direkcije za Evropsku uniju u Ministarstvu inostranih poslova Crne Gore tri godine. Na tom mjestu se, takođe, intenzivno bavio saradnjom između Crne Gore i EU, posebno političkim odnosima i dijalogom s EU, ali i zajedničkom spoljnom i bezbjednosnom politikom Unije. U ovom svojstvu je učestvovao u svim najvažnijim skupovima i susretima naših zvaničnika s evropskim. Takođe, bio je učesnik raznih radnih tijela Vlade Crne Gore u procesu evropske integracije i koordinirao rad na dijelu političkih kriterijuma i na poglavlju 31 – spoljna, bezbjednosna i odbrambena politika EU.
U Ministarstvu inostranih poslova Crne Gore radi od 2000. Obavljao je dužnosti u više sektora Ministarstva – multilateralnom (UN i regionalna saradnja), bilateralnom (susjedne zemlje i Zapadna Evropa) i EU. Vršio je službu u Kancelariji za saradnju između Crne Gore i Slovenije u Ljubljani i u Ambasadi Srbije i Crne Gore u Skoplju gdje je bio i nacionalni predstavnik u Regionalnom centru za migracije, azil i izbjeglice. Radio je i kao nacionalni koordinator za predsjedavanje Crne Gore Jadransko-jonskom inicijativom, koordinator predsjedništva Regionalnom inicijativom za migracije, azil i izbjeglice i zamjenik nacionalnog koordinatora za borbu protiv trgovine ljudima.

## Ostalo
Govori više jezika, među kojima se izdvajaju engleski, italijanski, francuski, slovenački i makedonski. U slobodno vrijeme se bavi pisanjem i vajarstvom. Uglavnom je objavljivao specijalističke radove iz međunarodnih odnosa i geopolitike. 
Autor je jednog romana pod naslovom Amabor.

## Spoljašnje veze
- "Ideja evropske integracije je objedinila sve potencijale Crne Gore"
- Zvanična stranica Ministarstva inostranih poslova i evropskih integracija Crne Gore[мртва веза]
- Delegacija Evropske unije u Crnoj Gori